# 大水泵房 (巴斯)
大水泵房（Grand Pump Room）, 是英国薩默塞特郡巴斯的一座历史建筑，位于修道院教堂墓园Abbey Church Yard，1950年被列为英国一级登录建筑。
大水泵房的主体部分用巴斯石建造，由托马斯·鲍德温始建于1789年。1791年鲍德温辞职，由约翰·帕尔默继续，完成于1799年。建筑的立面设计了科林斯柱式 half columns.该建筑的外观特征。一半列。 
游客可以取到毗邻的罗马浴场的温泉水，并在这里的餐厅吃饭。餐厅的音乐是水泵房三重奏，或由钢琴家演奏。